# Сетер (порода собак)
Сетери — група порід спеціалізованих мисливських собак, довгошерстий різновид англійських лягавих собак. У сучасній класифікації порід собак включає чотири породи: англійський сетер, шотландський сетер (сетер-гордон), ірландський сетер і ірландський червоно-білий сетер.
Спочатку таких собак використовували для полювання на пернату дичину разом з ґрейгаундами і ловчими птахами. Собаки, що мали манеру лягати перед почутою дичиною, використовувалися для популярного полювання з накидною сіткою, а при виникненні рушничного полювання — для стрільби по птаху вліт.